# Mbox
mbox, von englisch „mailbox“ („Postfach“), ist ein Dateiformat, mit dem mehrere E-Mails zusammen in einer Datei gespeichert werden. Das Format ist meist von Unix bekannt.

## Aufbau
Die E-Mails werden in der Reihenfolge ihres Eingangs hintereinander in der Datei gespeichert, jede E-Mail beginnend mit einer Trennzeile und typischerweise gefolgt von einer Leerzeile. Die Trennzeile beginnt üblicherweise mit der Symbolsequenz „From“, gefolgt von einem Leerzeichen, einer E-Mail-Adresse, einem weiteren Leerzeichen und dem Zeitstempel des Eingangs.
Von diesem Standard weichen viele Umsetzungen ab. Dokumentiert sind vier unter Unix entwickelte Varianten, die nicht kompatibel sind.
Die mbox-Dateien tragen für gewöhnlich keine Endung, gelegentlich wird aber .mbox oder .mbx verwendet.

### Vorteile
- Wenige größere Dateien beanspruchen weniger Speicherplatz als viele kleinere Dateien, weil weniger Datenblöcke unvollständig belegt werden.
- Programme können eine einzelne größere Datei schneller als viele kleinere Dateien lesen, weil mehrfaches Öffnen und Schließen entfällt.

### Nachteile
- Programme können keinerlei Änderungen verfolgen, ohne alle in der mbox-Datei enthaltenen E-Mails vollständig zu lesen.
- Gleichzeitige Änderungen, zum Beispiel das Löschen einer E-Mail, während eine neue eingeht, müssen durch entsprechende Sperren verhindert werden, um die Datei nicht zu zerstören.
- In Verbindung mit solchen Datensicherungen, die nicht geänderte Datenblöcke, sondern traditionell geänderte Dateien kopieren, wird relativ viel Speicherplatz beansprucht, selbst wenn nur einzelne E-Mails gelöscht wurden.
- Erkennt ein Virenscanner (korrekt oder inkorrekt) eine in der mbox-Datei gespeicherte E-Mail als Schadprogramm, kann dies zu einer Sperre der mbox-Datei oder schlimmstenfalls nach einer in ungeeigneter Weise durchgeführten Reparatur der mbox-Datei seitens des Virenscanners zu einer defekten mbox-Datei führen, so dass durch Mitwirkung des Virenscanners eine einzelne, virenverseuchte E-Mail zur Unlesbarkeit aller anderen in derselben mbox-Datei gespeicherten E-Mails führen kann.

Das neuere Konzept Maildir vermeidet diese Nachteile, indem es jede E-Mail einzeln in einer separaten Datei speichert.

## Geschichte
Dieses traditionelle Speicherverfahren für E-Mails stammt aus den frühen 1960er Jahren und ist weit verbreitet. Seit 2005 gibt es eine offizielle Definition dieses Datenformats, RFC 4155.